# 青木戒三
青木 戒三（あおき かいぞう、1880年（明治13年）6月 - 1934年（昭和9年）3月17日）は、朝鮮総督府官僚。

## 経歴
秋田県出身。1905年（明治38年）に東京帝国大学法科大学独法科を卒業し、大学院に学んだ。高等文官試験に合格し、1908年（明治41年）より石川県事務官を務めた。その後、統監府書記官、同警視、朝鮮総督府書記官、農商工部水産課長、殖産局水産課長、鉄道局長、専売局長を歴任。1925年（大正14年）、全羅北道知事となり、翌年に平安南道知事に転じた。
1929年（昭和4年）に退官した後は、昭和水利組合嘱託を務めた。
1934年（昭和9年）3月17日、肺炎及び糖尿病のため死去、53歳。持病の糖尿病で道立病院に入院中であった同月9日に肺炎を併発していた。

## 親族
- 青木定謙 - 父[2]。札幌区長。
- 青木得三 - 弟[2]。大蔵官僚・経済学者。
- 青木楠男 ‐ 弟。内務省土木技師。相婿に田島義士。[4]